# 149. п. н. е.

## Догађаји
- Искрцавањем римске војске у Африци почиње Трећи пунски рат, а римске снаге започињу опсаду Картагине.